# Kriek De Ranke
Kriek De Ranke is een Belgisch fruitbier van gemengde gisting.
Het bier wordt gebrouwen in Brouwerij De Ranke te Dottenijs in Henegouwen. Het is een mengbier van West-Vlaams roodbruin bier dat zes maanden gelagerd wordt met 25% zure krieken. Vervolgens wordt het bier van de krieken ontdaan en gemengd met lambiek van brouwerij Girardin, waarna het bier verder rijpt op fles.
Het is een rood bier met een alcoholpercentage van 7%.